# 科尔布赛姆
科尔布赛姆（法語：Kolbsheim，发音：[kɔlbsaim] 或 [kɔlpsaim]）是法国下莱茵省的一个市镇，属于斯特拉斯堡区和林戈尔赛姆县（Lingolsheim）。该市镇总面积3.33平方公里，2009年时的人口为820人。

## 人口
科尔布赛姆人口变化图示